# Německé účetnictví
Německé účetnictví bylo v minulosti používáno jako označení pro více různých účetních systémů, kterým bylo společné pouze místo jejich vzniku na území Německa. Nejstarší z nich se používal již v 16. století, poslední z nich vznikl v roce 1920. Největším přínosem bylo zejména Nové německé účetnictví z roku 1914, jehož autor Albert Schiemer navrhl číslování účtů a jejich systematické uspořádání.

## Německé účetnictví
Nejstarší způsob účtování označovaný jako německé účetnictví má původ v 16. století, kdy do německých zemí proniká vliv italského účetnictví Lucy Pacioliho. Označoval se také jako sborníková metoda nebo norimberská metoda. Od italského účetnictví se liší v tom, že se do hlavní knihy nepřepisovala každá transakce, ale jen součet všech položek za určité období. Další odlišností německého účetnictví bylo používání samostatného pokladního deníku, který se vedl současně s memoriálem - deníkem pro nepeněžní transakce. Z těchto dvou deníků se převáděly měsíční součty do sborníku, nazývaného také Journal (deník) nebo Sammeljournal (sběrný deník), ze kterého se potom přenášely tyto částky do hlavní knihy. Tuto metodu později v roce 1806 popsal ve spise Theorie und Praxis des italienischen und Nürenberger Buchhaltens Johann Michael Leuchs.

Později se do memoriálu vedle sloupce pro bezhotovostní operace zřizovaly sloupce pro příjmy a vydání hotovosti, čímž došlo ke sloučení memoriálu s pokladním deníkem.

## Německé podvojné účetnictví
Za německé podvojné účetnictví se označuje také účetní systém, který popsal S. G. Meissner v roce 1803 v knize Neuerfundene deutsche Buchhalterei, ein Gegenstück zu Jones erfundenen englischen Buchhaltung oder Versuch, die bisherige einfache und doppelte Methode des kaufmännischen Buchhaltens auf das zweckmässigste, richtigste und sicherste System zurückzuführen. Von S.G.Meissner, gr. 4. Breslau 1803. . Tento systém používal tři účetní knihy:
1. Memoriál – pro případy, jež se netýkaly hotovosti. Nalevo se zapisovaly dlužnické účty spolu s přídavkem Debet, napravo věřitelské účty s přídavkem Kredit. Nákup zboží na úvěr se tedy zapsal nalevo Debet zboží a napravo Kredit Účet dodavatele; u každé položky se psal odkaz na stránku hlavní knihy[5]
2. Pokladní kniha – pro obchody za hotové, u jednotlivých položek se psal odkaz na stránku hlavní knihy
3. Hlavní kniha – vedla se běžným způsobem[4]

## Německé generální účetnictví
Německé generální účetnictví vytvořil Siegfried Matheus a zveřejnil v roce 1876 ve spise Das Generalbuch system, Eine verbessernde Umgesteltung der italienisch-doppelten Buchführung . Jeho podstatou je spojení sborníku s hlavní knihou. V rámci účetnictví se vedl jediný deník, zvaný Primanota. Strana účtu, kam se měla konkrétní částka zaúčtovat se označila výrazem „Per“.(137) Zde se jednotlivé zápisy sčítaly jak za měsíc, tak i za celé období. Hlavní kniha se nazývala Generální knihou. Každý účet generální knihy byl zpravidla skupinovým účtem, byl tedy členěn na více účtů prostřednictvím dalších peněžních sloupců. Převody z Primanoty do Generální knihy se prováděly zpravidla měsíčně, přičemž se v Primanotě poznamenávalo číslo strany Generální knihy. Zvláštní odlišností je i opačné uspořádání stran Má dati a Dal oproti dnešnímu způsobu vedení podvojného účetnictví.

## Pruské podvojné účetnictví
Pruské podvojné účetnictví vytvořil Joseph Teplitz, který jej zveřejnil v roce 1832 ve spise Die preussische doppelte Buchhaltungs-Methode, welche nicht nur auf eine viel kürzere und deutlichere Weise alle Vortheile der italienischen gewärt, sondern sich auch noch durch sehr wesentliche Vorzüge vor jener auszeichnet und in jedem Fache des Rechnungswesens leicht Andwendung findet.  Cílem autora bylo zajistit co nejpřesnější zjištění celkové částky debetu a kreditu obchodních partnerů bez hlavní knihy a zjištění zisku nebo ztráty po provedení soupisu majetku.
Pro účetní evidenci se používaly tři knihy:
- memoriál
- deník
- hlavní kniha.

V memoriálu se zapisuje do dvou sloupců, a to do prvního sloupce jednotlivé částky, do druhého sloupce jejich součty nebo rozdíly podle jmen osob. V deníku jsou vedeny tři druhy účtů:
- účet pokladny
- účty osob
- ostatní, tzv. fingované účty

Součet částek v memoriálu se musí rovnat součtu všech tří sloupců v deníku. Výhodou tohoto typu účetnictví je možnost zjištění, zda nebylo špatně účtováno na účet osob místo na účty fingované a obráceně.

## Nové německé účetnictví
Na začátku 20. století bylo velkým přínosem Nové německé účetnictví, jenž vytvořil v roce 1914 Albert Schiemer. Jeho cílem bylo vytvořit účetní systém, který by umožnil sestavit přehledné účty zisku a ztráty pro větší podniky s velkým počtem poboček.
Pro větší přehled bylo kromě označení názvu účtů zavedeno také číslování účtů. Každému účtu byla přiřazena vždy dvě čísla – pro stranu Má dáti liché číslo a pro stranu Dal sudé číslo, aby bylo ihned zřejmé, na kterou stranu účtu se má účtovat.

Pro větší přehlednost doporučil Schiemer vytvoření seznamu účtů (tj. účtového rozvrhu) s jejich číselným označením a jeho uspořádání podle věcného obsahu účtu.

## Německé přehledné účetnictví
Posledním z historických účetních systémů v Německu je účetnictví, jehož tvůrcem byl Hugo Meyerheim v roce 1920. Původně jej označil jako Přehledné účetnictví, v roce 1926 jej přejmenoval na Německé přehledné účetnictví (Deutsche Buchführung, Die Übersichtsbuchführung). Je v něm spojeno kamerální účetnictví s účetnictvím podvojným. Byl však použitelný pouze pro podniky menšího rozsahu. Každý případ se účtoval jen jednou, ovšem do více sloupců. Podle Meyerheima se neúčtovalo podle stavu hodnot (účtů), ale podle hospodářských jevů, u kterých rozeznávál:
1. Příjmy – všechny platy hotově i bezhotovostně
2. Vydání – všechny výdaje hotově i bezhotovostně
3. Náklady – dodávky od cizích subjektů, které nejsou v okamžiku účtování zaplaceny
4. Obraty – dodávky pro cizí subjekty, které nejsou v okamžiku účtování placeny (opak nákladů)[15]

Některé transakce bylo však nutno rozdělit na dvě. Příkladem je účtování přijetí směnky od dlužníka, které se účtovalo jako zaplacení dlužníkem a současné „zakoupení“ směnky z těchto prostředků.
Kniha, ve které se účtovalo, se nazývala Majordomus. V ní bylo možno sledovat předpisy příjmů resp. výdajů a jejich úhrady. Dále bylo možné v této knize sledovat obraty, jež jsou součtem:
- příjmů, které nejsou úhradami předpisů plateb (sloupec 6)
- předpisů, které mají vliv na výši obratu (sloupec 7)
- slev na zboží (sloupec 8)[17]

Obdobně se zjišťovaly i náklady. Rozdíl mezi součtem částek obratů na úvěr (sloupec 7) a úhradou pohledávky (sloupec 5) dával stav pohledávek na konci období. Obdobně se zjišťoval ze sloupců 15 a 13 i stav závazků na konci období. Rozdíl mezi celkovými příjmy (sloupec 4) a výdaji (sloupec 10) vyjadřoval stav pokladny na konci období. Rozdíl sloupců 20 a 21 udával rozdíl pohledávek a dluhů, který nastal v účetním období. Pouze pro určení hospodářského výsledku bylo nutno znát stav hodnoty zboží a zařízení, který se přičetl k rozdílu součtu obratů (sloupec 9) a nákladů (sloupec 17). Bylo tedy nutné současně používat i další knihy běžně používané v účetnictví, jako saldakonti a zásobníky.